# Adieu Lady
Pour plus de détails, voir Fiche technique et Distribution.
Adieu Lady (Good-bye, My Lady) est un film américain en noir et blanc réalisé par William A. Wellman, sorti en 1956.

## Synopsis
Dans les marécages du Mississippi, un garçon orphelin vit pauvrement avec son oncle dans une cabane. Il trouve un chien Basenji errant et le dresse, puis apprend la maturité quand il est forcé de rendre l'animal à son propriétaire légitime.
Les spectateurs du film, aussi bien que les lecteurs du roman duquel est tiré le film, ont été surpris par la fin inattendue et inhabituelle de l'histoire.

## Fiche technique
- Titre : Adieu Lady
- Titre original : Good-bye, My Lady
- Réalisateur : William A. Wellman
- Scénario : Sid Fleischman, d'après le roman Good-bye, My Lady (1954) de James H. Street
- Direction artistique : Donald A. Peters
- Photographie : William H. Clothier
- Montage : Fred MacDowell
- Musique : Laurindo Almeida, George Fields
- Producteur : John Wayne
- Société de production : Batjac Productions
- Société de distribution : Warner Bros
- Pays d'origine : États-Unis
- Langue : anglais
- Format : noir et blanc - 35 mm - son : Mono (RCA Sound Recording)
- Genre : Drame
- Durée : 94 min
- Dates de sortie :
  -  États-Unis : 11 mai 1956
  -  France : 22 mai 1958

## Distribution
- Brandon De Wilde : Skeeter Jackson
- Walter Brennan : Jesse Jackson
- Phil Harris : A. H. 'Cash' Evans
- Sidney Poitier : Gates Watson
- William Hopper : Walden Grover
- Louise Beavers : Bonnie Drew
- George Chandler : le reporter